# Survival of the Thickest
Survival of the Thickest är en amerikansk komediserie från 2023 som hade premiär på strömningstjänsten Netflix den 13 juli 2023. Seriens första säsong består av åtta avsnitt, och är skapad av Michelle Buteau som även spelar huvudrollen Mavis Beaumont. Serien är regisserad av Linda Mendoza och Kim O. Nguyen.

## Handling
Serien kretsar kring Mavis Beaumont en nyligen ensam svart kvinna som nu försöker bygga upp sitt liv igen efter att ha satsar alla sina kort på sin före detta man. Vägen dit är inte helt problemfri.

## Rollista i urval
- Michelle Buteau - Mavis Beaumont
- Tone Bell - Khalil
- Tasha Smith - Marley
- Christine Horn
- Garcelle Beauvais - Natasha
- Anissa Felix - India
- Peppermint - Peppermint
- Taylor Selé - Jacque
- Marouane Zotti - Luca
- Michelle Visage - Avery
- Sarah Cooper - Sydney
- Anthony Michael Lopez - Bruce
- Liza Treyger - Jade
- Allan K. Washington - Trent